# Val Pô
Pour un article plus général, voir Pô.

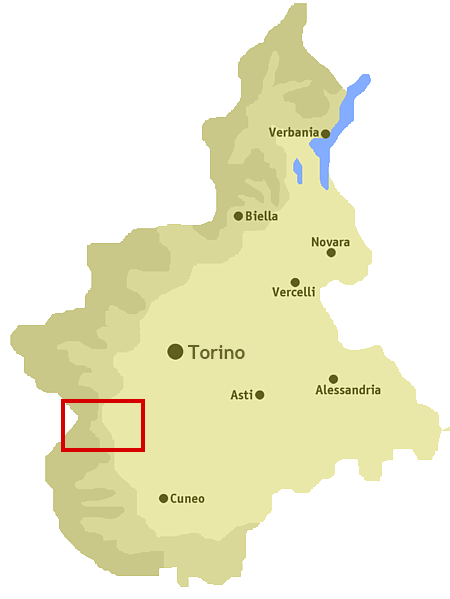
Situation de la vallée dans la carte du Piémont

Le val Pô (en italien valle Po, en occitan Vau Pò) est une vallée du Piémont située dans la province de Coni. Elle fait partie de la communauté de montagne des vallées du Viso (it).

## Géographie
La vallée du Pô mesure 32 km de longueur. Elle ne comporte pas de centres habités importants et sa particularité est d'avoir sur son territoire le mont Viso et la source du fleuve le plus long d'Italie, le Pô.

### Sommets
Les principaux sommets sont les suivants :
- Mont Viso - 3 841 m
- Visolotto - 3 348 m
- Punta Gastaldi (it) - 3 214 m
- Cadreghe di Viso (it) - 3 190 m
- Mont Granero - 3 171 m
- Mont Meidassa - 3 105 m
- Punta Venezia (it) - 3 095 m
- Punta Roma (it) - 3 070 m
- Punta Udine (it) - 3 022 m
- Cima delle Lobbie (it) - 3 015 m
- Punta delle Guglie - 2 748 m
- Punta Sea Bianca (it) - 2 721 m
- Mont Frioland (it) - 2 738 m
- Punta Rasciassa (it) - 2 664 m
- Cima di Crosa - 2 531 m
- Mont Bracco (it) - 1 306 m

### Cols
La vallée ne comporte pas de communications routières avec les vallées latérales et les vallées françaises. Les seuls passages sont pédestres et difficiles.
Les principaux passages sont :
- vers le val Varaita :
  - passo di San Chiaffredo - 2 764 m,
  - colle di Luca - 2 436 m,
  - colle Cervetto - 2 251 m ;
- vers la France (Queyras) :
  - col Giacoletti - 2 990 m,
  - col de la Traversette - 2 950 m ;
- vers le val Pellice :
  - colle Luisas,
  - colle della Gianna - 2 525 m.

Néanmoins, dans la basse vallée, une route goudronnée transite par la Colletta (609 m) et relie Paesana au val Infernotto et Barge, tandis que de Sanfront une route en terre mène au col de Gilba (1 524 m), duquel on descend au val Varaita.

## Culture

### Langue
C'est l'une des vallées occitanes du Piémont, où à côté de l'italien et du piémontais, l'occitan est également parlé. La comunità montana a toujours eu un intérêt particulier pour la sauvegarde de la langue et des traditions occitanes.